# Albrecht Schröter

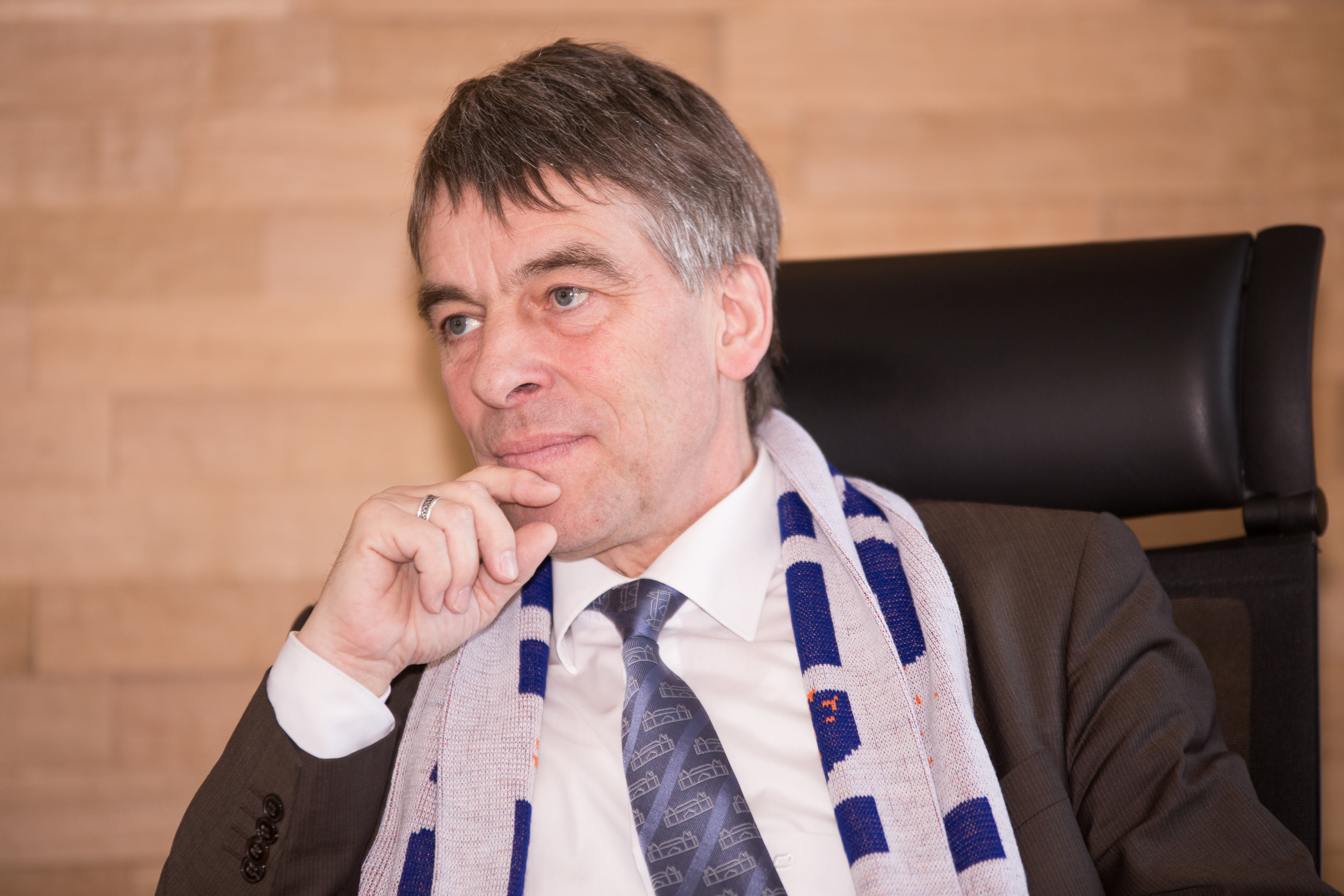
Albrecht Schröter (2017)

Albrecht Schröter (* 7. April 1955 in Halle (Saale)) ist ein deutscher Politiker der SPD und war von 2006 bis 2018 Oberbürgermeister von Jena.

## Leben
Albrecht Schröter besuchte von 1962 bis 1972 die Polytechnische Oberschule. Aus politischen Gründen blieb ihm das Abitur verwehrt. Nach dem Schulabschluss absolvierte er eine zweieinhalbjährige Ausbildung zum Krankenpfleger in Eberswalde und in Bad Freienwalde (Oder). Anschließend nahm er ein Studium der Evangelischen Theologie an der Martin-Luther-Universität Halle-Wittenberg auf.
Nach seinem Abschluss 1980 arbeitete er als wissenschaftlicher Assistent an der Sektion Theologie und als Vikar in der evangelischen Jugendarbeit, bis er 1984 ein Pfarramt in Jena übernahm (zunächst an der Friedenskirche und von 1986 bis 1997 im Luthersprengel). 1985 gründete er den „Jenaer Arbeitskreis Judentum“ zur Aufarbeitung der Geschichte der Jenaer Juden und zur Pflege der Erinnerung an die Judenverfolgung. 1996 folgte die Promotion zum Dr. theol. in Halle-Wittenberg (summa cum laude). Ab 1997 arbeitete er als Beauftragter des Freistaates Thüringen für Neureligiöse Bewegungen und Sondergemeinschaften und als Fachreferent am Thüringer Institut für Lehrerfortbildung, Lehrplanentwicklung und Medien (ThILLM) in Bad Berka. Von 2000 bis 2006 war Schröter Dezernent für Soziales und Kultur der Stadt Jena. Vom 1. Juli 2006 bis zum 30. Juni 2018 war er Oberbürgermeister der Stadt Jena.
Schröter ist geschieden und hat fünf Kinder sowie mehrere Enkelkinder. Er ist Nachfahre von Dorothea Sophie Michaelsen, geborene Händel, einer leiblichen Schwester Georg Friedrich Händels.

## Politische Entwicklung
Sein Engagement während der DDR-Zeit galt vor allem der kirchlichen Jugendarbeit. Er war am 1. Oktober 1989 Mitbegründer des Demokratischen Aufbruchs (DA) in Berlin und deren Sprecher  in Jena. Er verließ diese Partei aber im März 1990 als Konsequenz aus dem Ergebnis der Volkskammerwahl und dem Zusammengehen von DA, DSU und CDU. Bis zum März 1990 war Schröter Verantwortlicher am „Runden Tisch“ in Jena für Fragen der Erneuerung im Gesundheitswesen.
Im Oktober 1990 trat Schröter in die SDP, später SPD, ein. Von 1990 bis 1994 war er Mitglied des Jenaer Stadtrates und stellvertretender Vorsitzender der SPD-Fraktion. Von 1998 bis 2004 hatte er den Vorsitz der Jenaer SPD inne. Von 2004 bis 2018 war er Mitglied im Landesvorstand der SPD Thüringen. Im Mai 2000 unterlag er bei den Stichwahlen zum Oberbürgermeister dem Amtsinhaber Peter Röhlinger mit 47,2 %. Von September 2000 bis Juni 2006 war er Dezernent für Soziales und Kultur der Stadt Jena. 2001 gründete er die Kulturstiftung Jena, deren Vorsitz er bis heute innehat.
Schröter wurde in einer Stichwahl am 21. Mai 2006 mit 54,4 % zum Oberbürgermeister der Stadt Jena gewählt.  Die Wiederwahl erfolgte in der Stichwahl am 6. Mai 2012 mit 72,9 %. Bei den Kommunalwahlen 2018 am 15. und 29. April 2018 unterlag er nach zwölf Amtsjahren im zweiten Wahlgang mit 36,7 % deutlich gegenüber seinem Herausforderer Thomas Nitzsche (FDP).
Von 2010 bis 2018 war Albrecht Schröter Mitglied im Präsidium des Deutschen Städtetages. Dort setzte er sich vor allem für die Unterstützung des Nahost-Friedensprozesses durch eine engere Zusammenarbeit von deutschen, israelischen und palästinensischen Kommunen ein.
Schröter engagiert sich gegen den Rechtsextremismus. Er rief im Jahr 2009 die Initiative „Kommunen gegen Rechtsextremismus“ ins Leben, die ein Netzwerk mitteldeutscher Kommunen im Kampf gegen Neonazis begründete und die gegenseitige Unterstützung von Städten bei Naziaufmärschen zum Ziel hat.
Nach seiner Abwahl als Oberbürgermeister wurde Schröter 2018 kurzzeitig Geschäftsführer der Stiftung Friedensdialog der Weltreligionen und Zivilgesellschaft. Bereits im Oktober 2018 trennte sich die Stiftung wieder von ihm. Der Grund dafür waren umstrittene Stellungnahmen zur Rolle Israels im Nahostkonflikt, durch die Schröter gegen seine Neutralitätspflicht verstoßen haben soll.
Albrecht Schröter klagte vor dem Arbeitsgericht und wurde rehabilitiert. Im Vergleich vom 17. Juni 2019 heißt es: „Die Beklagte [Stiftung] hält die im Zusammenhang mit der Anfechtung und der Kündigung erhobenen Vorwürfe nicht aufrecht.“

## Religiöse Aktivitäten
Schröter ist engagierter evangelischer Christ, der sich stark für die Ökumene einsetzt. Er wurde 1996 mit der Doktorarbeit Die Katholisch-apostolischen Gemeinden in Deutschland und der „Fall Geyer“ promoviert und lieferte damit die erste wissenschaftliche Darstellung der europäischen Geschichte der Katholisch-apostolischen Gemeinden sowie die Entstehung der Neuapostolischen Kirche ab. Bis heute gilt diese Arbeit als Standardwerk und liefert als wichtige Informationsquelle viele bis dahin unbekannte Dokumente und Forschungsergebnisse. 2001 erschien mit dem Buch Bilder zur Geschichte der Katholisch-apostolischen Gemeinden ein zweisprachiger Bildband mit bisher unveröffentlichtem Bildmaterial. Weiterhin verfasste er Beiträge in dem Lexikon neureligiöser Gruppen, Szenen und Weltanschauungen, Juden in Jena und in Helmut Obsts Was ist Kirche? Das Selbstverständnis apostolischer Kirchen und Gemeinschaften als Kirche Jesu Christi.
Neben seinen Ausarbeitungen zur Geschichte der apostolischen Glaubensgemeinschaften hält er regelmäßig Fachvorträge zum Thema und setzt sich seit einigen Jahren aktiv für die Versöhnung der Neuapostolischen Kirche und der Apostolischen Gemeinschaft ein.

## Ehrungen und Auszeichnungen
Schröter erhielt am 17. November 2011 den Preis für Zivilcourage gegen Rechtsradikalismus, Antisemitismus und Rassismus des Förderkreises Denkmal für die ermordeten Juden Europas. Dieser ehrte damit das jahrelange Engagement des Jenaer Stadtoberhaupts gegen Neonazis.
Schröter erreichte am 3. Februar 2015 von 121 vorgeschlagenen Bürgermeistern Platz 6 bei der Internet-Abstimmung um den Titel „World Mayor“. Die britische Stiftung City Mayors Foundation zeichnet alle zwei Jahre den „World Mayor“ aus, um die Leistungen von Bürgermeistern zu würdigen.

## Veröffentlichungen
- Die Katholisch-apostolischen Gemeinden und der „Fall Geyer“. Dissertation. 3. Auflage. Marburg 2004.
- mit anderen (Hrsg.): Juden in Jena. Eine Spurensuche. Jena 1998.
- Wende in Jena. Tagebuchnotizen, Dokumente, Fotos. Jena 2000. (2. Auflage: Die friedliche Revolution in Jena. Tagebuchnotizen, Dokumente, Fotos. Jena 2009)
- Bilder zur Geschichte der Katholisch-apostolischen Gemeinden. Jena 2001.